# Innsmouth no Yakata
Innsmouth no Yakata (インスマウスの館 en japonais) est un jeu vidéo de tir à la première personne sorti en 1995 sur Virtual Boy. Le jeu a été développé et édité par I'Max.
Innsmouth no Yakata est seulement sorti au Japon.